# Christian von Hessen-Darmstadt

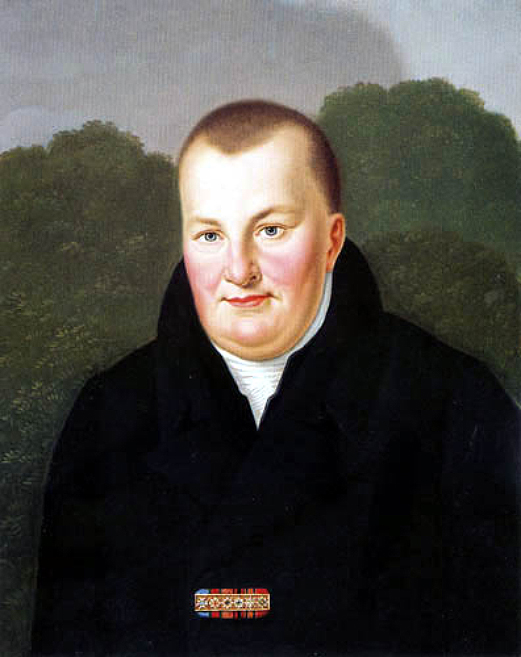
Christian von Hessen-Darmstadt

Christian von Hessen-Darmstadt (* 25. November 1763 in Buchsweiler; † 17. April 1830 in Darmstadt) war ein Prinz und Landgraf aus dem hochadligen Haus Hessen-Darmstadt und niederländischer General.

## Leben
Christian war der jüngste Sohn des regierenden Landgrafen Ludwig IX. von Hessen-Darmstadt (1719–1790) und seiner Gemahlin Henriette Karoline (1721–1774), Tochter des Pfalzgrafen und Herzogs Christian III. von Zweibrücken-Birkenfeld. Er war ein Bruder von Großherzog Ludwig I. von Hessen und bei Rhein.

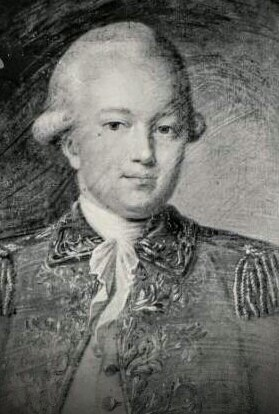
Christian von Hessen-Darmstadt als junger Mann

Prinz Christian wurde als Elfjähriger Anfang 1775 zusammen mit seinem fünf Jahre älteren Bruder Friedrich zum Studium nach Straßburg geschickt, wo er unter Aufsicht eines Hofmeisters bis Juli 1782 blieb. Danach wählte er eine militärische Karriere in den Diensten der Niederlande. Als Generalleutnant kämpfte er im Ersten Koalitionskrieg von 1793 bis 1794 für Wilhelm V. von Oranien gegen die Franzosen und wurde am 12. September 1793 in der Schlacht bei Menin nahe dem Ort Wervik schwer verwundet. Nach der Niederlage floh er 1795 mit der niederländischen Königsfamilie zunächst nach England und setzte den Krieg gegen Frankreich später in österreichischen Diensten fort. Ab 1799 lebte er in Darmstadt, wo er auf dem Alten Friedhof in Darmstadt beigesetzt ist.
Aufgrund der Verfassung des Großherzogtums Hessen war Prinz Christian von 1820 bis 1830 Mitglied der ersten Kammer der Landstände des Großherzogtums Hessen.
Landgraf Christian war begeisterter Freimaurer und dort Großmeister.
Landgraf Christian von Hessen-Darmstadt wurde auf dem Alten Friedhof von Darmstadt bestattet (Grabstelle: I Mauer 133).